# اسپارو هاک (کشتی کچک پارویی)
اسپارو هاک (به انگلیسی: Sparrow Hawk) یک کشتی بود که طول آن ۴۰ فوت (۱۲ متر) بود.